# Gustavus Franklin Swift
Gustavus Franklin Swift född 24 juni 1839 i Sagamore, Massachusetts, USA, död 29 mars 1903 i Lake Forest, Illinois, USA. Swift var grundare av ett slakt- och köttpacketeringsimperium i mellanvästra USA.

## Uppväxt och karriär
Som en av tolv söner fick han lite utbildning och började arbeta med en äldre broder i bröderna Nobels köttaffär. Men Swift ville starta eget. För 20 $ som han fick låna av sin far, köpte han en kalv som han slaktade och sålde. Affärerna gick bra, han behövde nu (1855) låna 400 $ för att hålla sig sysselsatt. Dessa fick han låna av sin farbror. Vid denna tidpunkt arbetade han 16 timmar om dagen. År 1859, öppnade han en egen butik i Eastham. Hans focus på effektivitet och processflöden gjorde att han bildade ett bolag med två andra män. De köpte tillsammans upp boskap i Chicago , där dessa slaktades och sedan såldes i stora delar av USA. För att göra detta möjligt var han tvungen att bli pionjär på kyltransporter, liksom slaktmetoder. Hans löpande band blev berömt. 
Mellan 1888 och 1892 Swift & Co. byggde upp förpackningsfabriker i många städer bl.a.:
- Sioux City, Iowa
- Kansas City, Missouri
- Saint Joseph, Missouri
- St. Louis, Missouri
- South Saint Paul, Minnesota
- South Omaha, Nebraska
- Fort Worth, Texas
- South San Francisco, California (ej ensam).

Genom att organisera priskartell "Meat Trust", så lyckades han få USA:s Högsta domstol på sig. Han motarbetade även fackligt aktiva. Genom att försökta använda hela djuret och inte kasta bort delar kom många produkter att innehålla ämnen som härrör från djur, tex. margarin, tvål, lim och farmaceutiska preparat. Hans metoder och effekter ledde exempelvis till att Upton Sinclair skrev "The Jungle". 
När han dog 1903, hade hans företag Swift & Co 21 000 anställda.